# الرابط الفرنسي 2 (فلم)
هو فيلم جريمة ودراما إنتاج سنة 1975 من إخراج John Frankenheimer وهو الجزء الثاني من فيلم الرابط الفرنسي الحاصل على الاوسكار.

## قصة
تدور أحداثه حول تجارة المخدرات بين مارسيليا وفرنسا ومدينة نيويورك، وحول قصة ضابط أفسدت حياته المخدرات.

## وصلات خارجية
- فرينش كونيكشن 2 على موقع IMDb (الإنجليزية)
- فرينش كونيكشن 2 على موقع ميتاكريتيك (الإنجليزية)
- فرينش كونيكشن 2 على موقع الموسوعة البريطانية (الإنجليزية)
- فرينش كونيكشن 2 على موقع روتن توميتوز (الإنجليزية)
- فرينش كونيكشن 2 على موقع ألو سيني (الفرنسية)
- فرينش كونيكشن 2 على موقع Turner Classic Movies (الإنجليزية)
- فرينش كونيكشن 2 على موقع أول موفي (الإنجليزية)
- فرينش كونيكشن 2 على موقع فيلمافينيتي (الإسبانية)
- فرينش كونيكشن 2 على موقع قاعدة بيانات الأفلام السويدية (السويدية)
- فرينش كونيكشن 2 على موقع قاعدة بيانات الفيلم (الإنجليزية)

1. 1 2 3 4 5 6 7 8 9 10 11 12 13 14 15 16 17 18  وصلة مرجع: https://www.imdb.com/title/tt0073018/releaseinfo.
2. ↑  "معلومات عن الرابط الفرنسي 2 (فيلم) على موقع elonet.finna.fi". elonet.finna.fi. مؤرشف من الأصل في 2021-05-13.
3. ↑  "معلومات عن الرابط الفرنسي 2 (فيلم) على موقع moviepilot.de". moviepilot.de. مؤرشف من الأصل في 2021-05-03.
4. ↑  "معلومات عن الرابط الفرنسي 2 (فيلم) على موقع itunes.apple.com". itunes.apple.com. مؤرشف من الأصل في 2021-05-13.